# Richard II de Montfaucon

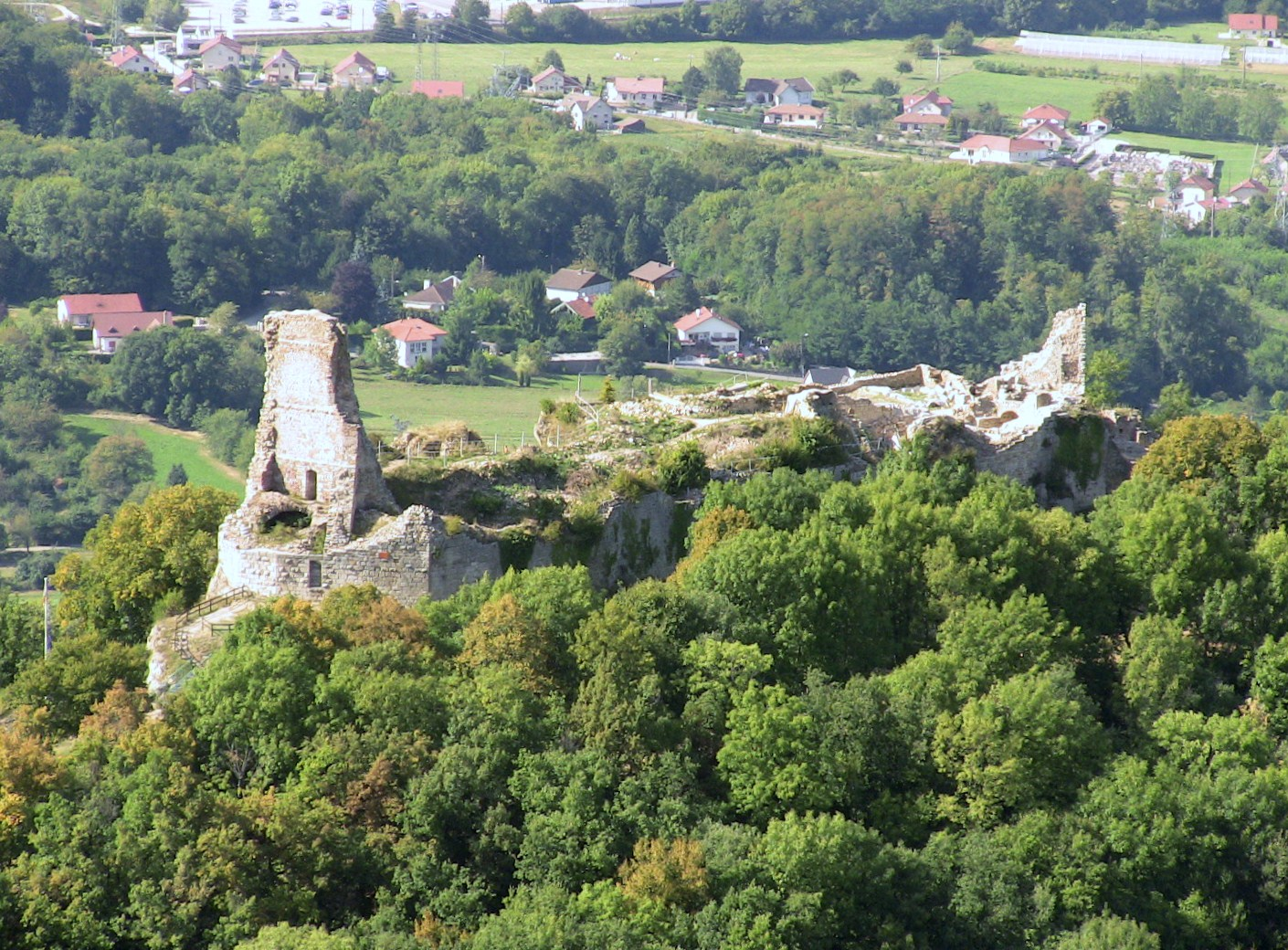
Château féodal de Montfaucon.

 (septembre 2019).
Si vous disposez d'ouvrages ou d'articles de référence ou si vous connaissez des sites web de qualité traitant du thème abordé ici, merci de compléter l'article en donnant les références utiles à sa vérifiabilité et en les liant à la section « Notes et références ».
Richard II de Montfaucon, (? - 1162), seigneur de Montfaucon.

## Biographie
Il continue la lignée des Montfaucon et par son mariage il élève cette maison au rang des dynasties princières. Il meurt après avoir fondé et enrichi plusieurs monastères en Franche-Comté, dont l'abbaye de Lucelle qu'il dote d'un grand domaine.

## Famille

### Ascendance
Il est le fils d'Amédée Ier de Montfaucon.

### Mariage et succession
Il épouse Sophie/Agnès, (? - avril 1148), comtesse de Montbéliard, fille de Thierry II de Montbéliard, de qui il a :
- Amédée II[4], seigneur de Montfaucon, comte de Montbéliard ;
- Stéphanie/Étiennette, (? - après 1183), abbesse de l'abbaye Sainte-Odile à Baume-les-Dames ;
- Renaud, (vers 1135 - ?) ;
- Thierry II, (? - 15 novembre 1190), archevêque de Besançon de 1180 à 1190, en 1189 il participe à la Troisième croisade au côté de Louis Ier de Ferrette ;
- Clémence, elle épouse Gérard IV de Fouvent.

### Sources
- Frédéric Charles Jean Gingins-La Sarraz, Recherches historiques sur les acquisitions des sires de Montfaucon et de la maison de Chalons dans le pays-de-Vaud, G. Bridel, 1857 (lire en ligne), p. 11 à 12.
- Roglo, Richard II de Montfaucon .